# Bjerring-stenen
Bjerring-stenen er en runesten, som blev fundet under norddøren ved en hovedrestaurering af Bjerring Kirke i 1996. Runestenen er blevet tilhugget og genanvendt som tærskelsten og delvist fundament under søjleportalen i Bjerring Kirke. På bagsiden af stenen er hugget en maske i Mammenstil. I masken kunne man se rødgule farvespor (mønje), hvilket kun sjældent er bevaret på runestenene. Det er nærliggende at sætte runestenen i forbindelse med den rigt udstyrede krigergrav Mammengraven, som ligger i nabosognet, og som er dendrokronologisk dateret til 970/71. Hvorvidt der er tale om de samme personer, lader sig ikke afgøre, men at de har tilhørt de jyske stormandsfamilier, hersker der ingen tvivl om. 
Bjerring-stenen er fundet i det område af Danmark, hvor der er rejst flest runesten i den sene vikingetid omkring 970-1020 e.Kr., nemlig i området mellem Randers, Hobro og Viborg. Her er rejst omkring 30 runesten. Den nærmestliggende runesten er Runestenen Hjermind 1.

## Indskrift
| Translitteration | Side A þurkuntr : karuks : tutiR : risþi : stin : (þ)... aft : þuri : uir sin : þulfs : sun : ą : st... ian : tufi : smiþr : hiu : frinti : hns : : stin : ---... : uiltr : auR : (s)taþ : ia(n) ... : stuk- : (u)(r)t--R (:) --n : a---- (:) -ir(þ/b) : Side B i(k)(u)(l)- ...in |
| Transskription   | Þorgunnr Karlungs/Karungs dottiR resþi sten þ[annsi](?) æft Þori, wær sin, Þolfs sun, a St... Æn Tofi Smiðr hio, frændi hans. Sten ... u-iltr/viltr(?) oR stað, æn(?) ... Ingul[fR](?) ...                                                                                        |
| Oversættelse     | Thorgun, Karlungs/Karungs(?) datter, rejste [denne] sten efter Thore, sin mand, Tholfs søn, på St(?)...; men Tue Smed, hans frænde, huggede. Stenen ... fra stedet, men(?) ... Ingulv(?) …                                                                                        |

Stenen er tilhugget for at passe som tærskelsten i kirken, og det bevirket, at en del af teksten er borte. Indskriften er ordnet i parallelle rækker og læses nedefra og op. Rækkefølgen er lidt usikker, men starter med det midterste skriftbånd.